# Zarona strigatus
Zarona strigatus är en fjärilsart som beskrevs av Semper 1889. Zarona strigatus ingår i släktet Zarona och familjen juvelvingar. Inga underarter finns listade i Catalogue of Life.